# Gavin Hoover
Gavin Hoover (Nueva York, 12 de julio de 1997) es un deportista estadounidense que compite en ciclismo en las modalidades de pista y ruta.
Fue el ganador de la Liga de Campeones de 2021 en la categoría de resistencia. Participó en los Juegos Olímpicos de Tokio 2020, ocupando el octavo lugar en la prueba de ómnium.